# Mesovoúni
Mesovoúni är en ort i Grekland.   Den ligger i prefekturen Thesprotia och regionen Epirus, i den västra delen av landet, 300 km nordväst om huvudstaden Aten. Mesovoúni ligger 275 meter över havet och antalet invånare är 186.
Terrängen runt Mesovoúni är kuperad. Runt Mesovoúni är det glesbefolkat, med 16 invånare per kvadratkilometer. Närmaste större samhälle är Igoumenitsa, 14,0 km nordväst om Mesovoúni. 